# Троицкий Кудин монастырь
Троицкий Кудин монастырь, Харитонова пустынь — упразднённый православный мужской монастырь, существовавший с начала XVI века до 1764 года. Находился в селе Кудино, в 5 км от города Торопца Тверской области.
Основанный преподобным Харитоном Кудинским, монастырь был известен с 1540 года. На этот момент в Кудине существовал деревянный Троицкий храм. Рядом стояла четырёхгранная колокольня и всего одна келья.
В 1548 году земли монастыря составляли более 100 десятин (1,1 км²).
Затем монастырь упоминается в документах 1566, 1634 и 1700 годов.
В 1764 году монастырь был упразднён, а каменный Троицкий храм стал приходским. Одно время он был приписан также к Успенскому храму в Торопце.
В советское время храм был разрушен, сейчас сохранились только остатки фундамента. На месте алтаря храма установлен деревянный крест. Ежегодно 11 октября — в день памяти Харитона Кудинского — на место монастыря совершается крестный ход из храма Всех Святых.